# Symphysodontella involuta
Symphysodontella involuta är en bladmossart som beskrevs av Fleischer 1923. Symphysodontella involuta ingår i släktet Symphysodontella och familjen Pterobryaceae. Inga underarter finns listade i Catalogue of Life.